# Hans Joachim Deuticke

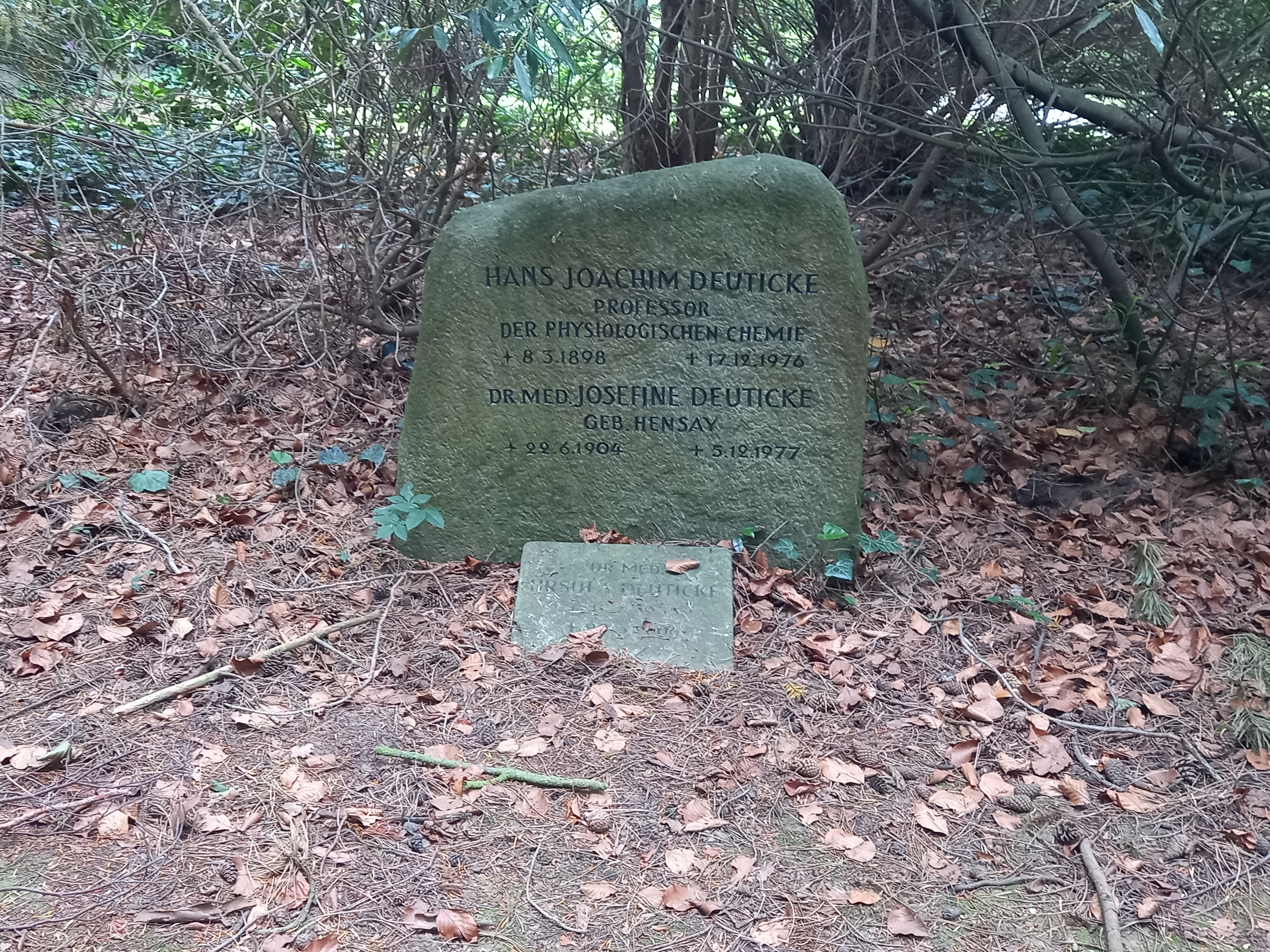
Das Grab von Hans Joachim Deuticke und seiner Ehefrau Josefine geborene Hensay auf dem Stadtfriedhof Göttingen

Hans Joachim Philemon Deuticke (* 8. März 1898 in Arendsee; † 17. Dezember 1976 in Göttingen) war ein deutscher Chemiker, Mediziner und Hochschullehrer.

## Leben
Deuticke, Sohn eines Superintendenten, schloss seine Schullaufbahn am Fürstlichen Gymnasium in Wernigerode 1916 mit dem Abitur ab. Ab Ende Oktober 1916 war Deuticke während des Ersten Weltkrieges Soldat des Deutschen Heeres, aus dem er im November 1919 im Rang eines Leutnants und mit der Auszeichnung Eisernes Kreuz entlassen wurde. Danach absolvierte Deuticke ein Studium der Medizin an den Universitäten Halle, Rostock, Königsberg, München und Breslau, das er 1922 mit dem Staatsexamen abschloss. Deuticke promovierte 1922 mit der 1923 erschienenen Dissertation: Über Nephrektomie wegen sekundärer Blutung zum Dr. med. und erhielt 1923 seine Approbation. Nach kurzer Volontärszeit war Deuticke an der Universität Frankfurt von Oktober 1923 bis zum April 1934 wissenschaftlicher Mitarbeiter am dortigen Institut für vegetative Physiologie. Während dieser Zeit wurde Deuticke mehrfach für Auslandsaufenthalte zu Forschungszwecken freigestellt. Seine Habilitation erfolgte 1929. Anfang Mai 1934 wechselte Deuticke als Oberassistent an das Physiologische Institut der Universität Bonn.
Deuticke wurde im November 1933 zunächst Mitglied im Stahlhelm und nach dessen Eingliederung in die SA auch Angehöriger dieser Organisation. In der SA erreichte Deuticke den Rang eines SA-Sanitätsscharführers. Am 15. Juli 1937 beantragte Deuticke die Aufnahme in die NSDAP und wurde rückwirkend zum 1. Mai desselben Jahres aufgenommen (Mitgliedsnummer 4.613.419).
Ab 1936 war Deuticke außerordentlicher Professor für Physiologische Chemie an der Universität Göttingen. In diesem Rahmen forschte Deuticke während des Zweiten Weltkrieges zu Kampfstoffen und Höhenflug. Er hielt Vorlesungen über die „Chemie der Kampfstoffe“ ab und beteiligte sich 1941/42 an den Forschungsprojekten der Luftwaffe: „Einwirkung großer Höhen auf den Stoffwechsel der Leber, des Herzens und der quergestreiften Muskulatur“ sowie „Die Wirkung allgemeiner Unterkühlung auf den Stoffwechsel des Warmblüters“. Deuticke nahm an der Tagung über „Ärztliche Fragen bei Seenot und Winternot“ am 26. und 27. Oktober 1942 teil, wo auch über die „Unterkühlungsversuche“ im KZ Dachau referiert wurde.
1943 wurde er zum ordentlichen Mitglied der Göttinger Akademie der Wissenschaften gewählt. Nach Kriegsende blieb Deuticke Professor an der Universität Göttingen und erhielt dort 1946 eine ordentliche Professur. Ab 1947 war er in Göttingen Dekan.

„[…] Auch unsere hiesige Fakultät hofft, dass durch den bevorstehenden Prozess in Nürnberg gegen deutsche Aerzte geklärt wird, dass nur eine verschwindend geringe Zahl von Aerzten, die in eigener Verantwortung handelten, sich schuldig gemacht hat und dem gemäss bestraft werden muss, dass aber die deutsche Aerzteschaft als solche entsprechend ihrer Tradition und ihrer inneren Ueberzeugung frei von Schuld und nicht mit Vorwürfen zu belasten ist […]“

Vom Sommersemester 1952 bis zum Wintersemester 1953/1954 war Deuticke Rektor der Universität Göttingen und blieb dort als Professor bis zu seiner Emeritierung 1966 tätig. Deuticke gehörte dem Senat der Deutschen Forschungsgemeinschaft an.